# Neustadt in Sachsen
Neustadt in Sachsen – miasto w Niemczech, w kraju związkowym Saksonia, w okręgu administracyjnym Drezno, w powiecie Sächsische Schweiz-Osterzgebirge.

## Współpraca
Miejscowości partnerskie:
- Frittlingen, Badenia-Wirtembergia
- Günzburg, Bawaria
- Kehlen, Luksemburg
- Meckenbeuren, Badenia-Wirtembergia
- Titisee-Neustadt, Badenia-Wirtembergia
- Weilheim an der Teck, Badenia-Wirtembergia